# George Teodoru

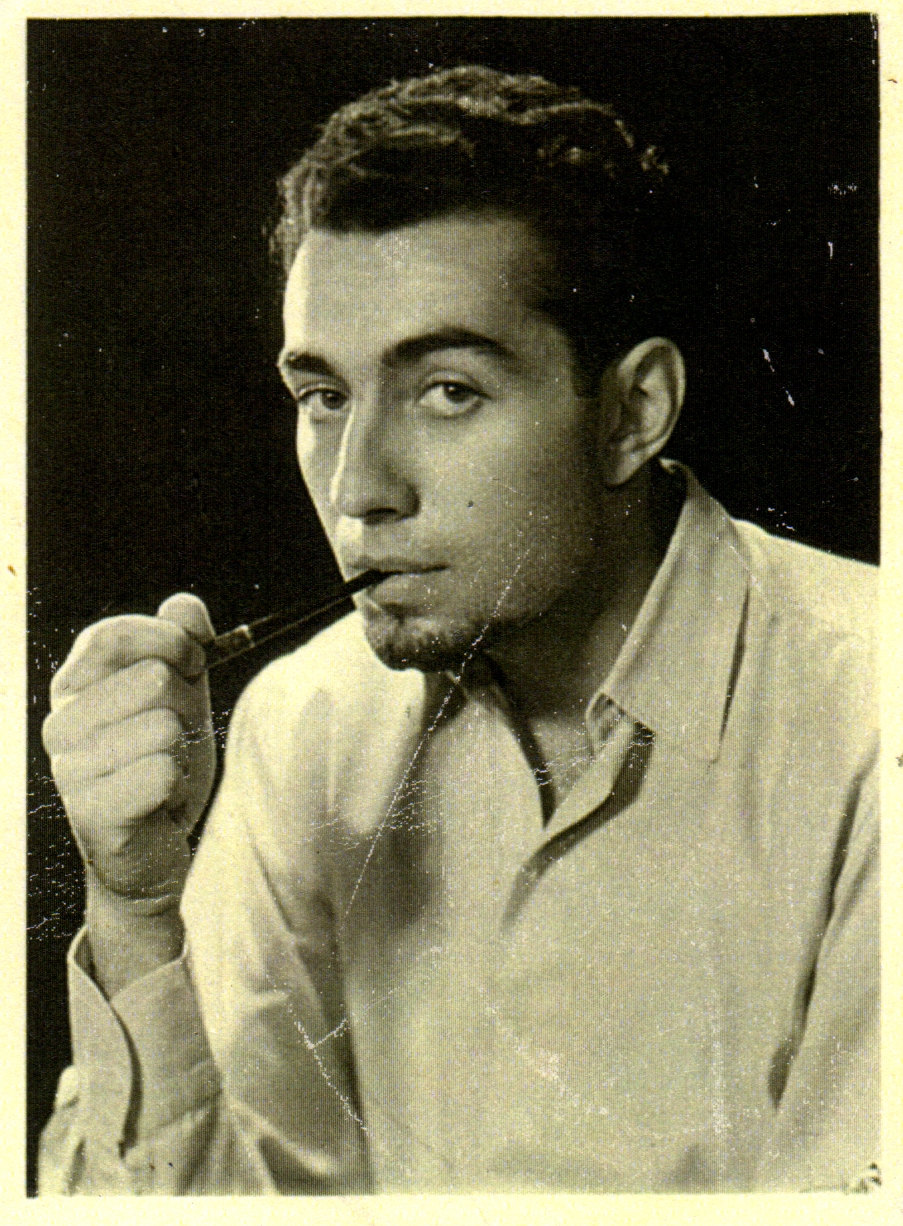
George Teodoru 1951

George Teodoru (* 8. September 1932 in Craiova; † 31. Januar 2025) war ein rumänischer Bauingenieur, Schachspieler, -organisator und -komponist.

## Schach
Anfang der 1950er-Jahre begann Teodoru, sich mit Schachkomposition zu beschäftigen. Mit 18 Jahren bereits errang er mit seiner Studie den ersten Preis in Suomen Shakki. Als Komponist wurde er Meister von Bukarest und Meister von Rumänien, jeweils für Studien. Er war ein Schüler Faragós und war u. a. persönlich bekannt mit Korolkow und Petrović.
Teodoru betätigte sich ehrenamtlich als Präsident der Zentralen Schachkommission für Probleme und Endspielstudien sowie Mitglied des Büros der rumänischen Schachföderation. 1971, nachdem er mit Octav Costachel und Anatole Felix Ianovcic die Zeitschrift Buletin Problemistic gegründet hatte, erreichte er den Eintritt Rumäniens in die PCCC.
Im Partieschach gehörte Teodoru in Rumänien der 1. Kategorie an und nahm mehrfach an der rumänischen Meisterschaft teil.
Mit seinem Umzug nach Deutschland beendete er zunächst die schachlichen Aktivitäten.
2007 begann Teodoru sich erneut mit der Schachkomposition zu beschäftigen. So erreichte er beispielsweise beim Korolkow-Gedenkturnier 2008 das 5. Lob. Er gründete mit Stelian Lambă die nach dem Schwarzen Meer benannte Schachkompositionszeitschrift Euxinus Pontus.
|   | a | b | c | d | e | f | g | h |   |
| 8 |   |   |   |   |   |   |   |   | 8 |
| 7 |   |   |   |   |   |   |   |   | 7 |
| 6 |   |   |   |   |   |   |   |   | 6 |
| 5 |   |   |   |   |   |   |   |   | 5 |
| 4 |   |   |   |   |   |   |   |   | 4 |
| 3 |   |   |   |   |   |   |   |   | 3 |
| 2 |   |   |   |   |   |   |   |   | 2 |
| 1 |   |   |   |   |   |   |   |   | 1 |
|   | a | b | c | d | e | f | g | h |   |

Lösung:

1. f5–f6 Sb6–c4+

2. Ke5–d5 Sc4–d6

3. Sg6–e5 d4–d3

4. Se5xd3 Ke3xd3

5. b4–b5 Sd6–f7

6. b5–b6 c7xb6 patt

## Beruf

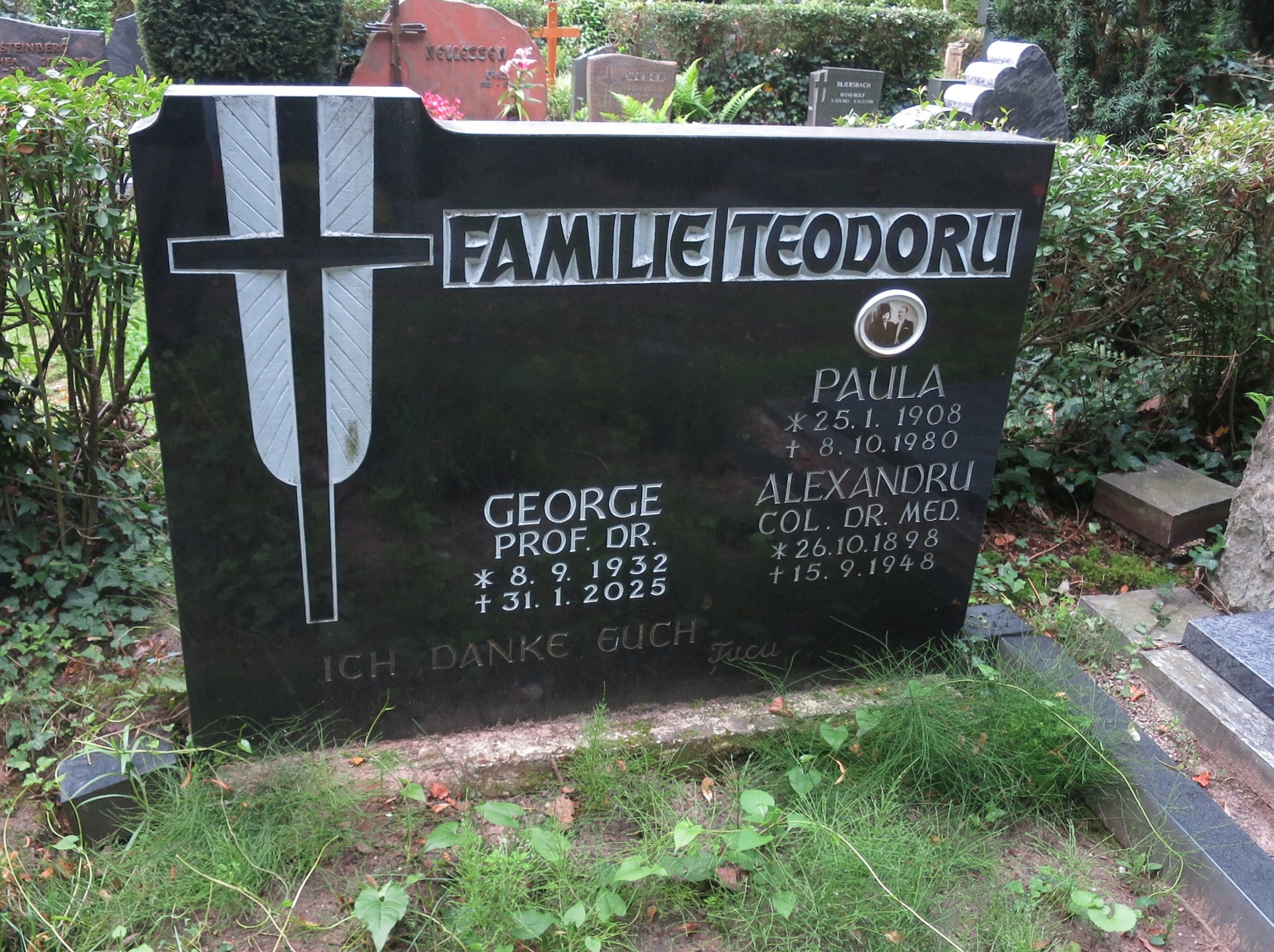
Grabstätte George Teodoru, Friedhof Melaten

Teodoru wurde 1956 Bauingenieur für Brücken und Tunnels. Er war Bauleiter rumänischer Spannbetonbrücken, etwa der Brücke Cateasca. Die Brücke Hotare mit Betonfundamenten schuf er ebenfalls als Bauleiter. Ein neues Kriterium für den Frost-Tau-Widerstand von Beton wurde ebenfalls von ihm entdeckt. Er siedelte 1971 von Rumänien nach Westdeutschland über, wo er 1983 an der RWTH Aachen zum Doktor der Ingenieurwissenschaften promovierte. Anschließend arbeitete er als Statiker, wobei er unter anderem an der FH Köln an der Gründung des Instituts für Technologie in den Tropen (ITT) beteiligt war und viele wissenschaftliche Aufsätze verfasste. In den Richtlinien ACI-305 korrigierte er Fehler und wurde Gutachter für ACI-Publikationen sowie Mitglied mehrerer Organisationskomitees des ACI-Symposiums. 1993 wurde er Präsident der Engineering Society Cologne. UNO und UNESCO erkannten ihn als Experten für Tunnel und Brücken sowie als Bausachverständigen an.
Am 5. März 2009 erhielt Teodoru „in Anerkennung seiner Leistungen in der Bautechnik“ die Ehrenplakette vom Verein Deutscher Ingenieure verliehen.

## Privates
Teodoru lebte in Köln. Er starb 2025 im Alter von 92 Jahren. Die Familiengrabstätte befindet sich auf dem Kölner Melaten-Friedhof.